# Coppa Agostoni 2015
La 69e édition de la Coppa Agostoni a eu lieu le 16 septembre 2015. Elle fait partie du calendrier UCI Europe Tour 2015 en catégorie 1.1.

## Classement final
|    | Coureur            | Pays    | Équipe                |    | Temps          |
| -- | ------------------ | ------- | --------------------- | -- | -------------- |
| 1  | Davide Rebellin    | Italie  | CCC Sprandi Polkowice | en | 5 h 4 min 28 s |
| 2  | Vincenzo Nibali    | Italie  | Astana                | +  | m.t            |
| 3  | Niccolò Bonifazio  | Italie  | Lampre-Merida         |    | m.t            |
| 4  | Giacomo Nizzolo    | Italie  | Équipe d'Italie       |    | m.t            |
| 5  | Sonny Colbrelli    | Italie  | Bardiani CSF          |    | m.t            |
| 6  | Andrea Pasqualon   | Italie  | Roth-Škoda            |    | m.t            |
| 7  | Simone Ponzi       | Italie  | Southeast             |    | m.t            |
| 8  | Maciej Paterski    | Pologne | CCC Sprandi Polkowice |    | m.t            |
| 9  | Enrico Gasparotto  | Italie  | Wanty-Groupe Gobert   |    | m.t            |
| 10 | Antonio Parrinello | Italie  | D'Amico Bottecchia    |    | m.t            |